# 서원섭
서원섭(1964년 1월 4일 ~ )은 대한민국의 희극 배우이다.

## 이력
1985년 서독 바이에른주 뮌헨에서 뮤지컬 배우 첫 데뷔한 그는 이듬해 1986년 대한민국 서울에서 연극배우 데뷔하였고 같은 해 1986년 대한민국 영화 《외계에서 온 우뢰매》의 단역 출연을 통하여 영화배우 데뷔하였고 이어 같은 해 1986년 KBS 한국방송공사 공채 코미디언 1기로 정식 데뷔하였다.

## 출연작

### 방송 출연
- KBS2 《유머 1번지》변방의 북소리
- KBS2 《쇼 비디오 자키》벌레들의 합창
- KBS2 《쇼! 행운열차》
- KBS2 《코미디쇼 7080》

### 영화 출연
- 1986년 《외계에서 온 우뢰매》
- 1988년 《회장님, 우리 회장님》
- 1989년 《미스 코뿔소 미스터 코란도》
- 1990년 《황금탈 형래와 땡초도사》, 《흑기사 형래와 광대들》, 《각시탈 형래와 깨비깨비 도깨비》
- 1992년 《영구와 흡혈귀 드라큐라》

### 기타
- 1990년 팔도 왕뚜껑 CF